# Мирошниченко, Вера Яковлевна
Вера Яковлевна Мирошниченко (27 сентября 1906 — 7 июля 1992) — передовик советского сельского хозяйства, звеньевая виноградарского совхоза имени Молотова Министерства пищевой промышленности СССР, Анапский район Краснодарского края, Герой Социалистического Труда (1951).

## Биография
Родилась в 1906 году на территории Анапского района Краснодарского края в русской крестьянской семье.
С 1934 года начала работать виноградарем в бригаде совхоза имени Молотова Анапского района, позже ей доверили возглавлять звено. В Великую Отечественную войну проживала на оккупированной территории. После освобождения, участвовала в восстановлении хозяйства. 
В 1950 году, звено Мирошниченко удалось получить высокий урожай винограда - 133 центнера с гектара на площади 18 гектаров.   
Указом Президиума Верховного Совета СССР от 27 августа 1951 года за получение высоких показателей в сельском хозяйстве и рекордные урожаи винограда вере Яковлевне Мирошниченко было присвоено звание Героя Социалистического Труда с вручением ордена Ленина и медали «Серп и Молот».   
продолжала работать в совхозе, добивалась высоких результатов. 
Проживала в Краснодарском крае. Умерла 7 июля 1992 года. 

## Награды
За трудовые успехи была удостоена:
- золотая звезда «Серп и Молот» (27.08.1951)
- орден Ленина (27.08.1951)
- другие медали.